# 1618 a tudományban
Az 1618. év a tudományban és technikában.

## Csillagászat
- Johannes Kepler felállította harmadik bolygótörvényét, amely szerint a bolygók keringési idejének négyzetei úgy aránylanak egymáshoz, mint a közepes naptávolságuk köbei.

## Fizika
- Willebrodus Snellius felfedezi az összefüggést a fénysugarak beesési és törési szöge között.

## Születések
- Francesco Maria Grimaldi olasz fizikus